# Chilobrachys
Chilobrachys es un género de arañas migalomorfas de la familia Theraphosidae. Son especies originarias de Asia Meridional y Asia Oriental.

## Especies
Según The World Spider Catalog, este género cuenta con un total de 24 especies:
- Chilobrachys andersoni (Pocock, 1895) — India, Myanmar, Malasia
- Chilobrachys annandalei Simon, 1901 — Malasia
- Chilobrachys assamensis Hirst, 1909 — India
- Chilobrachys bicolor (Pocock, 1895) — Myanmar
- Chilobrachys brevipes (Thorell, 1897) — Myanmar
- Chilobrachys dominus Lin & Li, 2022 — China
- Chilobrachys dyscolus (Simon, 1886) — Vietnam
- Chilobrachys femoralis Pocock, 1900 — India
- Chilobrachys fimbriatus Pocock, 1899 — India
- Chilobrachys flavopilosus (Simon, 1884) — India, Myanmar
- Chilobrachys fumosus (Pocock, 1895) — India
- Chilobrachys guangxiensis (Yin & Tan, 2000) — China
- Chilobrachys hardwicki (Pocock, 1895) — India
- Chilobrachys huahini Schmidt & Huber, 1996 — Tailandia
- Chilobrachys hubei Song & Zhao, 1988 — China
- Chilobrachys jinchengi Lin & Li, 2022
- Chilobrachys jonitriantisvansickleae Nanayakkara, Sumanapala & Kirk, 2019 — Sri Lanka
- Chilobrachys liboensis Zhu & Zhang, 2008 — China
- Chilobrachys natanicharum Chomphuphuang, Sippawat, Sriranan, Piyatrakulchai & Songsangchote, 2023
- Chilobrachys nitelinus Karsch, 1891 — Sri Lanka
- Chilobrachys oculatus (Thorell, 1895) — Myanmar
- Chilobrachys paviei (Simon, 1886) — Tailandia
- Chilobrachys pococki (Thorell, 1897) — Myanmar
- Chilobrachys sericeus (Thorell, 1895) — Myanmar
- Chilobrachys soricinus (Thorell, 1887) — Myanmar
- Chilobrachys stridulans (Wood Mason, 1877) — India
- Chilobrachys thorelli Pocock, 1900 — India
- Chilobrachys tschankoensis Schenkel, 1963 — China